# Museum aan de Stroom
El Museum aan de Stroom (MAS; en holandés Museo en la corriente) es un museo situado en el distrito Eilandje de Amberes, Bélgica, que abrió en mayo de 2011. Es el museo más grande de Amberes.
El MAS, que tiene 60 metros de altura, fue diseñado por Neutelings Riedijk Architects. La fachada está hecha de arenisca roja india y paneles curvos de vidrio. Alberga 470 000 objetos, la mayoría de los cuales están guardados. La primera galería es la "tienda visible", que contiene 180 000 objetos. El edificio sustituye al Hanzehuis, donde trabajaban comerciantes, que estaba ubicado en el mismo lugar. En el siglo XIX un incendio destruyó el edificio.
En 1998 el ayuntamiento de Amberes decidió construir un museo en Hanzestedenplaats que se llamaría MAS | Museum aan de Stroom. El 14 de septiembre de 2006 se puso la primera piedra del edificio. En 2010 llegaron los objetos del museo desde varios otros museos como el Museo Etnográfico y el Museo Marítimo, que dejaron de existir. El 17 de mayo de 2011 el museo abrió al público.
El tema central del MAS es Amberes en sus muchos aspectos. Los temas principales son Metrópolis, Poder, Vida y Muerte, y la larga historia de Amberes como un importante puerto internacional. El museo está comprometido a informar al público usando los nuevos medios de comunicación. Ha colocado códigos QR en muchos objetos que los conectan a información en cinco idiomas: inglés, holandés, francés, alemán y español.
Desde marzo hasta junio de 2013, hubo una exposición titulada “Bonaparte en el Escalda” en el MAS, que trataba sobre la implicación de Napoleón Bonaparte con Amberes desde el año 1803.